# Publique Sportive Mouara
Publique Sportive Mouara Bangui ist ein Fußballverein in Bangui in der Zentralafrikanischen Republik.

## Geschichte
In den Jahren 1981 und 1986 konnte der Verein zwei Mal die nationale Meisterschaft gewinnen. Während der Verein 1982 am CAF Champions Cup teilnahm, verzichtete er 1987 nach der Auslosung auf die Teilnahme.

## Erfolge
- Zentralafrikanische Meisterschaft: 1981, 1986

## Statistik in den CAF-Wettbewerben
| Saison | Wettbewerb        | Runde    | Verein                | Heim                                                              | Auswärts                                                          |
| ------ | ----------------- | -------- | --------------------- | ----------------------------------------------------------------- | ----------------------------------------------------------------- |
| 1982   | CAF Champions Cup | Vorrunde | Atletico Malabo       | 3:1                                                               | 1:0                                                               |
|        | CAF Champions Cup | 1. Runde | FC Lupopo Lumbumbashi | 0:3                                                               | 2:4                                                               |
| 1987   | CAF Champions Cup | Vorrunde | Juvenil Reyes Bata    | Sportive Mouara verzichtete nach der Auslosung auf die Teilnahme. | Sportive Mouara verzichtete nach der Auslosung auf die Teilnahme. |

| Teilnahmen | Spiele | S | U | N | Tore | Punkte |
| 1          | 4      | 2 | 0 | 2 | 6:8  | 6      |
| ---------- | ------ | - | - | - | ---- | ------ |